# Игра на ластик
 Тази статия е за Игра на ластик с прескачане.  За Игра на ластик с ръце вижте Игра на ластик с ръце.  За други значения вижте Игра на ластик (пояснение).
Играта на ластик е детска игра, която се играе предимно от момичета. Може да се играе от три или от четири деца. Когато са три, всяко играе само за себе си, а когато са четири, играят по двойки. Изисква се гъвкавост и пластичност на краката. Децата скачат между опънат от други две деца ластик по определени предварително начини. Ластикът е желателно да е объл, с по-малък диаметър, като възелът или снадката на ластика трябва да е между краката на някое от децата, което държи ластика. Казват се различни стихове, понякога във вид на песнички в такт с подскоците. Има много варианти на тези песнички.
1. Фе, фе, мирише на кафе. Дяволът се кръсти с кьопавите пръсти. Отиде на реката, удари си главата. Намаза я с йод и стана идиот!
2. Фе, фе, мирише на кафе. Дяволът се кръсти с трите криви пръсти. Отиде на война, уби една муха. Опече я на шиш, покани цял Париж!
3. Чарли Чаплин се напил, сто бутилки ром изпил. На кръчмаря не платил и жена си той набил със метлата по главата, със шишето по дупето.
4. Чарли Чаплин се напил и жена си той набил. Тя му раждала деца, той ги пържел на яйца.
5. Понеделник, вторник, сряда, четвъртък, петък, събота, неделя.
6. Цар, царица, магаре, магарица, принц, принцеса, Снежанка във двореца!
7. Цингара мангара фук. Пълни гащи с лук.
8. В горна-долна махала черно циганче умря. Майка му го жалеше „Ой Гане, Гане, кога беше жив, кюнци ковеше и ги броеше – едно, две, три – пръв излизаш ти“.
9. Аката баката, чуката бе. Ондир пондир, до ми ре. Кики рики, романтики. Фльорц!
10. M-i-s-s-i-s-s-i-p-p-i (спелуване на думата Mississippi). Ем-а е-със-а е-със-а о пи-пи-а. Други варианти на български са: Ема есаса, есаса опипия. Ема есаса, есаса олимпия
11. Инкили бинкили пак ма джи. Цици мици транбури. Уйна фета, дуйна фета, форт!
12. Ой бони, бони, академа Мустафа, Мустафа фа фа, коме га га га. Учие пе пе, коме тепе тепе тепе. Учио, коме то!
13. Уан га та тере со фльорес. Умане, умане, ума нео нео тики тики, нео нео тики тики, улан джо фикс!
14. Камбаната бие, попът се мие. Камбаната спря, попът умря!
15. Том и Джери са деца, а принцеса Арабела носи гащи от дантела.
16. До, ре, ре – хайде на море! Ми, ми, ми – тръгваме сами. Фа, сол, ла – бързо тук ела! Си, до, си – топката носи! Ла, ла, ла – лодка със весла! Сол, сол, сол – лепнем ний от сол! Фа, ми, ре – много е добре! До, до … пак чак до мрак.
17. Кума Лиса полетя. Кум Лисан и завидя. Туй шега ли е деца, кой ще каже ни сега?
18. Зад гардероба тропа Европа, Америка вика: „Дай ми чепика!“ да набия Франция да даде гаранция!
19. На принцеса Арабела гащите са от дантела, а пък Румборак е най-големият глупак!
20. Том и Джери Том и Джери дис-пан сер-и Ала но но но Ала си си си Ала но Ала си оо-о-оо Пепси!
21. Тинтири Минтири Тинтири де айде на кафе хе хе хе йе
22. Еника, беника, клика, бе, абер, фабер, домине, еца, беца, добер, клеца, грах, пуф, паф!
23. Ой, бони, бони, академа Мустафа, пи пи я я я, уна епи епи епи, уна цепи цепи цепи, убер хаус хаус хаус, Мики Маус Маус Маус!

Има определени степени на височината на ластика. Първа степен е на нивото на глезените на двамата играча, втора – на прасците, трета – на нивото на коленете, четвърта – под дупето, пета – на талията, шеста – под мишците, седма – на врата, осма – зад и над ушите, девета – ластикът се държи с ръце върху главата, десета – ластикът се държи с изпънати и вдигнати нагоре ръце. Когато ръстът на играчите е различен се нагажда според ръста на скачащия, т.е. степента на вдигане на ластика се определя по него. При грешка, дължаща се на мърдане от страна на държащите деца, следва повторение от начало.
При игра „Ем-а ес-ас-а еса-са от пи-пи-а“: начална позиция: странично на ластика; степен – от четвърта до десета; разстоянието между ластиците е минимум една педя; краката последователно преминават в такт с броеницата първо единия и после другия ластик и следва „завръщане“ към изходна позиция като може играчът да се завърти на 180° при „излизането“ от ластиците на четвъртия такт. До шеста позиция няма право да използва ръка, за седма и осма се уговаря дали може да се помага веднъж или два пъти, за девета и десета позиция се позволява помощ с ръка (т.е. с ръка се снижава нивото на ластика, за да може кракът да го прескочи по-лесно).
По-сложен вариант на „Ем-а ес-ас-а еса-са от пи-пи-а“ е при височина четвърта степен или пета степен, ластикът да се държи от двете деца в ръце с плътно допрени пръсти, така разстоянието между ластиците да е ширината на десетте пръста. С всяко следващо ниво се намалява разстоянието с един пръст (започвайки от кутретата), докато накрая се държи от прегънатия показалец на двете деца. И при този вариант предварително се договаря кога може да се използва помощ от ръка за разделянето на ластиците.
При по-развит вариант на играта на ластик, следват 10 до 12 упражнения, които се играят в определена последователност, започвайки от първа степен, втора и т.н. Последователно, преминавайки от първа до четвърта степен може да се играе „по начини“, които са „английската“, „немската“, „полската“ и други. Най-сложен по строгост на изпълнението и трудност може би е „немската“. Започва се винаги на „първа степен“, т.е. с ластик на глезените, с упражнения от 0 до 10, като се спазва едно разстояние между двата ластика от около педя и половина или две педи, или при уговорка със стъпала едно до друго. Ето примерна последователност на упражненията от „немската“:
1. прескачане едновременно с два крака на двата ластика без докосване – независимо дали тялото е настрани или се скача с лице към ластика. Само, когато се играе на четвърта степен се допуска докосване на ластиците.
2. скок едновременно с два крака, без да се прескачат ластиците, но така че да се стъпи там, където играчът би прескочил ластиците, следва връщане. Пак няма значение дали тялото е настрани или с лице към ластиците.
3. позиция: с лице към ластика; два последователни скока като последователно стъпване с единия крак на по-близкия ластик, а с другия на по-далечния и преминаване на срещуположната страна на изходната позиция.
4. позиция: с лице към ластика; три скока върху ластиците, като при всеки скок всеки крак при приземяването е стъпил на един от ластиците (например десния крак на по-близкия ластик, а левият на по-далечния спрямо изходната позиция), на втория скок се сменят краката (т.е. десният крак е стъпил на по-далечния, а левия на по-близкия ластик) и при третия скок позицията при приземяване е както при първия. Основание за грешка е не едновременното приземяване или съответно изплъзване на ластика при приземяване. Според уговорката е възможно и при забавяне на подскоците да се отчете грешка и съответно да продължи следващият играч.
5. позиция: странично на ластика; ако дясната ръка е по-близо до ластика, то при първия скок едновременно с двата крака само десния крак прескача близкия ластик, при втория скок следва леко изместване, така че при приземяване левият крак е прескочил левия ластик, а десният крак е извън ластиците; при третия скок с леко завъртане във въздуха (45°) и събиране на краката един до друг трябва да се приземи така, че и двата крака да са стъпили на далечния ластик и перпендикулярно на него; на четвъртия скок пак едновременно с двата крака приземяването трябва да е върху близкия ластик и с двата крака. Следва излизане със скок от ластиците. Според сложността на играта третият и четвъртият скок могат да се направят или с лице по посоката на прибиране, или назад. При някои варианти излизането, ако е залитане, т.е. не се притиснат добре ластиците с краката, или се излезе с различно стъпване на краката се счита за грешка и е на ред следващия играч.
6. позиция: с лице към ластиците; скача се така, че при приземяването единият крак да е под първия ластик, а вторият стъпил върху него, като разстоянието между краката не надвишава едно стъпало (при по-строг вариант стъпалата трябва да са едно до друго, гледа се кокалчето); вторият скок е като първия, само че приземяването е на далечния ластик; третият скок е назад, като приземяването е както при първия скок; четвъртият скок повтаря втория; петият скок повтаря третия. При някои по-улеснени варианти се допуска след осъществяване на скока, кракът, който е отдолу на ластика да се извади и да стъпи до другия крак върху ластика. Който крак при първия отскок е отдолу, до края на упражнението се приземява под ластика.
7. позиция: странично на ластика; при първия скок (едновременно и на двата крака) ако десния крак е по-близо до ластика, то само десният крак прескача ластика, а левият остава „отвън“; при втория скок тялото остава на нивото над първия ластик, но десния крак заема мястото на левия, а левият – на десния, като тялото не променя позицията си, т.е. получава се кръстосване на краката (няма значение кой крак ще е отпред); третият скок е връщане в позицията от приземяването на първия скок; четвъртият скок е „преминаване“ към далечния ластик, т.е. десният крак е извън ластиците, а левият е между тях; петият и шестият скок са аналогични на втория и третия, само че се прескача далечния ластик; следва излизане със скок. При по-сложни варианти не се допуска докосването на ластика (когато се играе до трета степен, т.е. до ниво на ластика на коленете).
8. позиция: странично на ластика; ако десният крак е по-близо да ластика, то с него се захваща близкия ластик и заедно с крака се преминава над далечния ластик, така че „далечният“ ластик се озовава между краката, а на десния крак е обтегнат над него „близкият“ ластик, образувайки триъгълник с връх десен крак. Следват седем скока. При първия скок тялото се извърта във въздуха на 180° така, че при приземяването левият крак задържа далечния ластик и е стъпил на мястото на десния, а десния – се намира на мястото на левия. Общо се правят седем скока, въртейки се, като се внимава да не се изпусне обтегнатия ластик, така че през цялото време той се намира над другия. Посоката на въртене няма значение, важното е до края на упражнението да не се сменя. Възможно е да се договори една или повече почивки между подскоците. При по-сложния вариант докосването с крак при скачането на ластика, който е между краката, се счита за грешка. При по-лесен вариант се допуска преди началото на подскоците преметнатият „далечен“ ластик да се повдигне с една степен или повече (т.е. ако се играе на първа степен ластикът може да се вдигне на нивото на прасците или на коленете). След седмия въртелив скок се излиза с отскачане.
9. позиция: с лице към ластика; единият крак, например десният, с повдигане настрани, завъртане и обръщане назад захваща близкия ластик така, че при спускането си стъпалото да е описало кръг във въздуха около ластика и той да се намира преметнат около глезена на десния крак (все едно сме срещнали два края в опит да направим възел), който стъпва обратно до левия; левият крак с повдигането си захваща лявата страна на близкия ластик с пръсти, кръстосва се пред десния крак така, че да премине дясната страна на близкия ластик и при връщането си пред десния крак да стъпи до него, като и двата крака се озовават един до друг (без ластик между тях), оплетени с едно завъртане от близкия ластик; следва скок с двата крака над далечния ластик, като във въздуха тялото се извърта на 180° наляво, краката при повдигането назад при скока освобождават дясната и по-долна част на близкия ластик и при приземяването си играчът се озовава отвъд далечния ластик, с лице към него, без да го е настъпил или докоснал с крак и с преметнат над него близък ластик, задържан от двата крака. При лесния вариант стъпалата без отскок освобождават ластика и упражнението е приключило. При друг вариант краката последователно без отскок стъпват върху преметнатия ластик, следва висок отскок, който да позволи на преметнатия ластик да се върне на място, а играчът трябва да се приземи едновременно с двата крака перпендикулярно на неподвижния ластик, а после при следващия скок и върху току-що освободения ластик. При изпълнението на това упражнение ластикът не трябва да много обтегнат, за да не нарани краката на играчите, нито много хлабав, за да може по-бързо да се „успокоят“ ластиците при отпускането на обтегнатия ластик. Трети вариант на завършване на упражнението е след като играчът е прескочил далечния ластик, и близкият е обтегнат над него и на двата му крака, да се обърне наляво (и ако е необходимо да приближи играча, който държи ластика), да стъпи с десния крак там, където двата ластика се пресичат и да ги застъпи; повдига левия крак, като задържа обтегнатия ластик на нивото на глезена му или по-високо и стъпва пред десния крак между двата ластика, без да ги настъпва. При вдигането на десния крак, ако не сгрешена посоката на настъпване, играчът се озовава извън ластиците и упражнението приключва. За по-голяма трудност може да се изисква при последното стъпване на левия крак да не се докосват ластиците или цялото да се прави без почивка и нагласяне на ластиците след първия отскок.
10. позиция: странично на ластика; както упражнение 6, само че за последните три скока играчът се връща на близкия ластик.
11. позиция: с лице срещу ластика; както при упражнение 5 след първия отскок напред единият крак е под близкия ластик, а другият е стъпил върху него, като краката са един до друг; при втория скок напред към далечния ластик при приземяването позициите се разменят, т.е. този, ако левият крак е бил отдолу става отгоре, а десният съответно минава отдолу; третият скок не е много висок, а с въртеливо движение и усукване около тялото на 180° трябва краката да се озоват с разменени позиции и пак на същия ластик, т.е. десният крак да е стъпил на ластика, а левият да е под него, като стъпалата са успоредни едно до друго (по-удобно завъртане е в посоката на крака, който е отгоре и трябва да се озове отдолу, в случая наляво); подскоците до десет са аналогични.

При преминаване без грешка на първа степен упражненията се повтарят в същата последователност на втора и трета степен (т.е. с височина на ластика на прасците и после на коленете). При всяка грешка идва ред на следващия играч. При игра по двойки, ако първият играч сгреши, вторият, след като е изпълнил правилно съответното упражнение го повтаря и „спасява“ своя съотборник. При по-лесен вариант на играта при неуспешно „спасяване“ се дава още една възможност на втория играч да направи правилно упражнението. Ако не успее, идва ред на другата двойка. Преди започване на играта се уточнява по кои правила ще се играе и тези правила не могат да се променят след изпълнение на упражнението, т.е. еднакви са за всички!
Има още един начин да се играе на ластик – „С оплитане“. Играе се с 4 или повече играчи. Двама държат ластика и изпълняват следната песничка:
Олимпиада, жълта лимонада!Мечо каза СТОП ! По време на „Олимпиада, жълта лимонада“ двете деца клатушкат ластика натам-насам, а през „мечо каза стоп“ трябва да го оплетат колкото се може повече. След това останалите играчи трябва да преминат, без да докосват ластика.